# Scortizus zischkai
Scortizus zischkai es una especie de coleóptero de la familia Lucanidae.

## Distribución geográfica
Habita en Bolivia.